# Bohuslav Hasištejnský z Lobkovic
Bohuslav Hasištejnský z Lobkovic (asi 1461, Hasištejn u Kadaně – 14. listopadu 1510 Hasištejn) byl český humanistický básník, prozaik a cestovatel, příslušník jednoho z čelných českých šlechtických rodů, horlivý katolík, prelát, úředník a dvořan krále Vladislava II. Jagellonského. Podporoval vědu a umění.

## Život
Narodil se roku 1461 nebo 1462 jako syn Mikuláše II. Hasištejnského z Lobkovic a Žofie ze Žerotína. S bratry absolvoval základní studium na rodném hradě Hasištejně. Roku 1475 odjel do Itálie studovat v Bologni, roku 1478 přesídlil do Trenta, v roce 1479 se připomíná opět v Bologni na univerzitě. Na jaře roku 1481 přešel studovat do Ferrary, kde v listopadu 1482 získal doktorát kanonického práva. Během studií navázal řadu společenských styků s intelektuály, umělci i s vládnoucími italskými rodinami, například s Bentivoglii v Bologni nebo Estenskými ve Ferraře. Roku 1483 nastoupil církevní kariéru, když jej král Vladislav Jagellonský jmenoval proboštem královské kapituly na Vyšehradě. Od roku 1487 pracoval na Pražském hradě jako sekretář v České královské kanceláři pod vedením kancléře Jana ze Šelnberka, kterého si velmi vážil, zatímco jeho nástupce Albrechta Libštejnského z Kolovrat kritizoval ve své básni za nezřízený život. Osobně poznal krále Vladislava Jagellonského, s nímž udržoval styk i prostřednictvím korespondence. K dvorské službě si zakoupil dům na dolním Malostranském náměstí, později přestavěný na palác Smiřických.

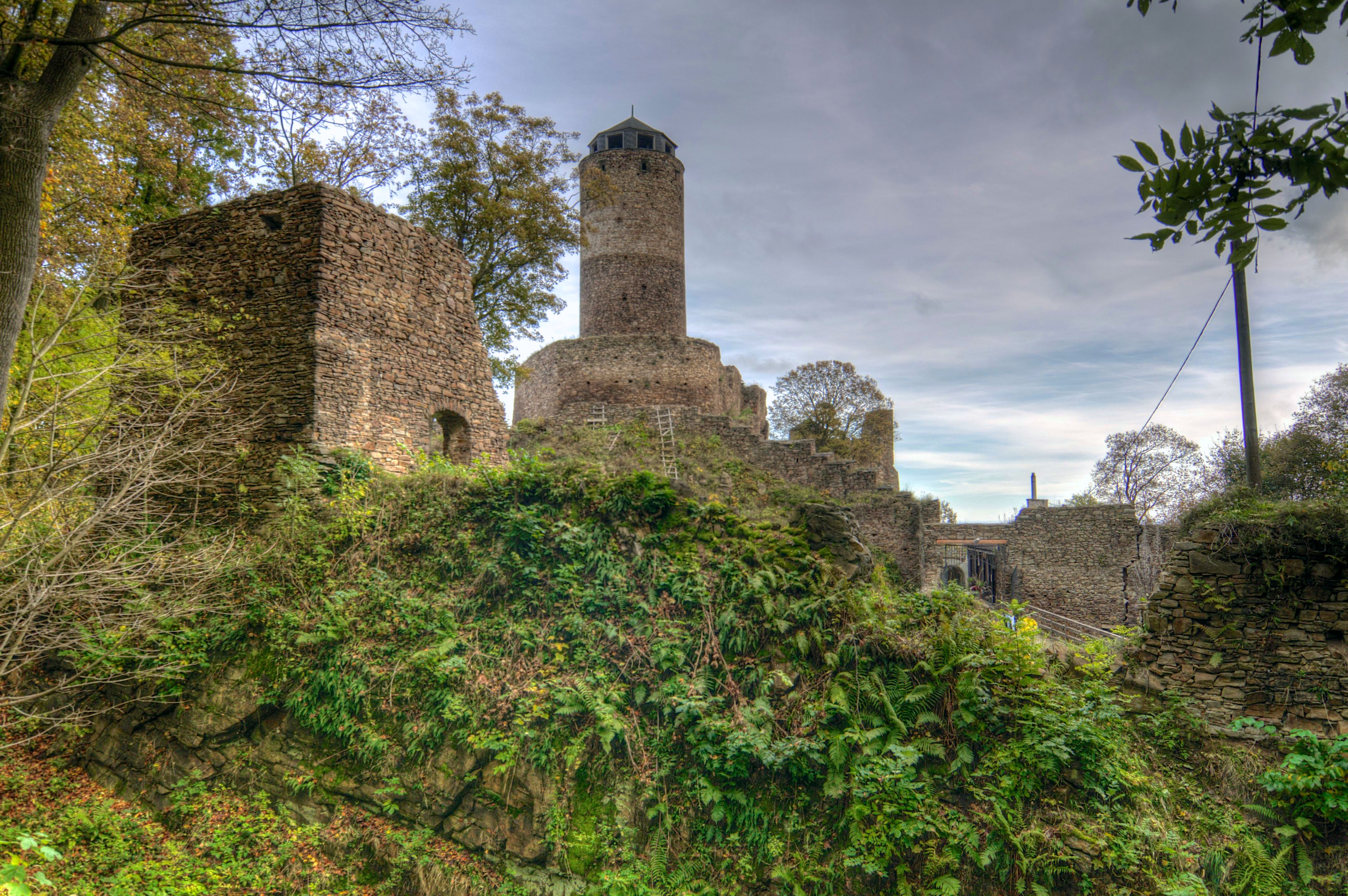
Hrad Hasištejn v Krušných horách

Na doporučení svého přítele, humanisty Viktorina Kornela ze Všehrd, byl roku 1490 zařazen mezi kandidáty na post olomouckého biskupa. Přestože byl zvolen a římský císař Fridrich III. jej doporučil, papež Inocenc VIII. však jeho volbu neschválil. Stejně tak v letech 1500–1502 nedosáhl na významný úřad koadjutora vratislavského biskupa. Nadále byl příslušníkem duchovního stavu, nikdy se neoženil a zůstal bez potomků. Ve svém přísně katolickém duchovním životě byl stoupencem celibátu a vyznavačem kultu Panny Marie, českých zemských patronů a Čtrnácti svatých pomocníků.
V letech 1490–1491 z domova podnikl dalekou cestu, na níž zbožnou pouť spojil s účelem poznávacím. Brzy na jaře roku 1490 odjel přes Bavorsko do Milána, Janova a přes Řím se vrátil do Pisy, odkud navštívil opět Bolognu, a v květnu 1490 dorazil do Benátek. Odtud se plavil po Středozemním moři přes Krétu a Kypr do Levanty. Na maloasijském pobřeží navštívil Palestinu, Sýrii a přes Sinajský poloostrov se dostal do Egypta. Z Alexandrie znovu vyplul přes Tunis (kde navštívil Kartágo) na Sicílii, kde z města Erice pozoroval sopku Etnu, a odtud na východ na Egejské ostrovy, přes Peloponés opět k maloasijskému pobřeží. Plánoval ještě pokračovat přes Arabský poloostrov do Indie, ale na rady svých přátel od toho upustil. O jeho cestě jsme informováni z korespondence i z jeho básní. Pro své putování dostal přezdívku Český Odysseus.
Po návratu z cest se Bohuslav kromě úřední služby věnoval společně s bratry Mikulášem III., Jaroslavem a Janem správě zděděných panství v Podkrušnohoří, nějaký čas žil také na lobkovické tvrzi v Obříství u Mělníka. V letech 1501–1503 Bohuslav přesídlil s královskou kanceláří do Budína, ale nespokojen s nízkým platem, znechucen politickými poměry a odloučením od rodinných statků se v květnu 1503 vrátil domů a zůstal jen ve volném vztahu králova dvořana.
Roku 1500 král Vladislav Jagellonský obnovil Bohuslavovi, jeho bratru Janovi a synům důlní privilegium kutat stříbro na hasištejnsko-přísečnickém panství. Těžila se tam také železná ruda. Majetkový a podnikatelský základ umožnily Bohuslavovi komfortní a nezávislý intelektuálský život na hradě Hasištejně. Tam založil humanistickou školu a shromáždil jednu z největších a nejlepších soukromých knihoven tehdejší Evropy, jež obsahovala kolem 800 svazků.
Posledních sedm let života Bohuslav strávil v ústraní, také v obavách z morové nákazy. Naposledy se zúčastnil veřejného života při korunovaci Ludvíka Jagellonského českým králem v Praze 11. března 1509. Zemřel ve 49 letech 14. listopadu 1510 a byl pravděpodobně pohřben v rodové hrobce dnes již zaniklého gotického kostela svatého Mikuláše v Přísečnici. Vesnice i kostel byly roku 1963 zbořeny a později zatopeny Přísečnickou nádrží. V roce 1973 proběhl archeologický výzkum zbytků kostela, při kterém bylo zjištěno sedm hrobů, ale zda některý z nich patřil Bohuslavu Hasištejnskému, se nepodařilo určit. Jeho kenotaf byl přenesen do nedalekého kostela svatého Jakuba Staršího v Louchově, který byl též od roku 1490 v jeho majetku.

## Knihovna
Knihy sbíral Bohuslav Hasištejnský již od mládí, později je pro něj nakupovali mj. faktoři ze známé augsburské rodiny Fuggerů. Knihovna obsahovala kolem 800 svazků, z nichž je dnes doloženo 757 tisků, převážně prvotisků, 18 latinských rukopisů, 16 rukopisů řeckých a jeden hebrejský. Knihovna obsahuje klasickou antickou a biblickou literaturu, díla encyklopedická, přírodovědná, zejména z oboru astrologie a astronomie i soudobou krásnou literaturu.
Po Bohuslavově smrti byly všechny knihy očíslovány pořadovými čísly, takže je jisté, že se část nedochovala. Z Hasištejna se knihovna postupně stěhovala na různá místa, například do Chomutova či na lobkovický zámek v Roudnici nad Labem, kde byla zkonfiskována státem. Dlouho byla považována za ztracenou. Soupis a katalogizaci získala ve státní evidenci Národní knihovny v Klementinu v Praze, za její zpracování a vydání z let 1969–1980 vděčíme především klasickým filologům Janu Martínkovi a Daně Martínkové. Dnes je knihovna po restituci majetku opět v rukou roudnické větve Lobkowiczů a je přístupná badatelům na zámku v Nelahozevsi.

## Dílo

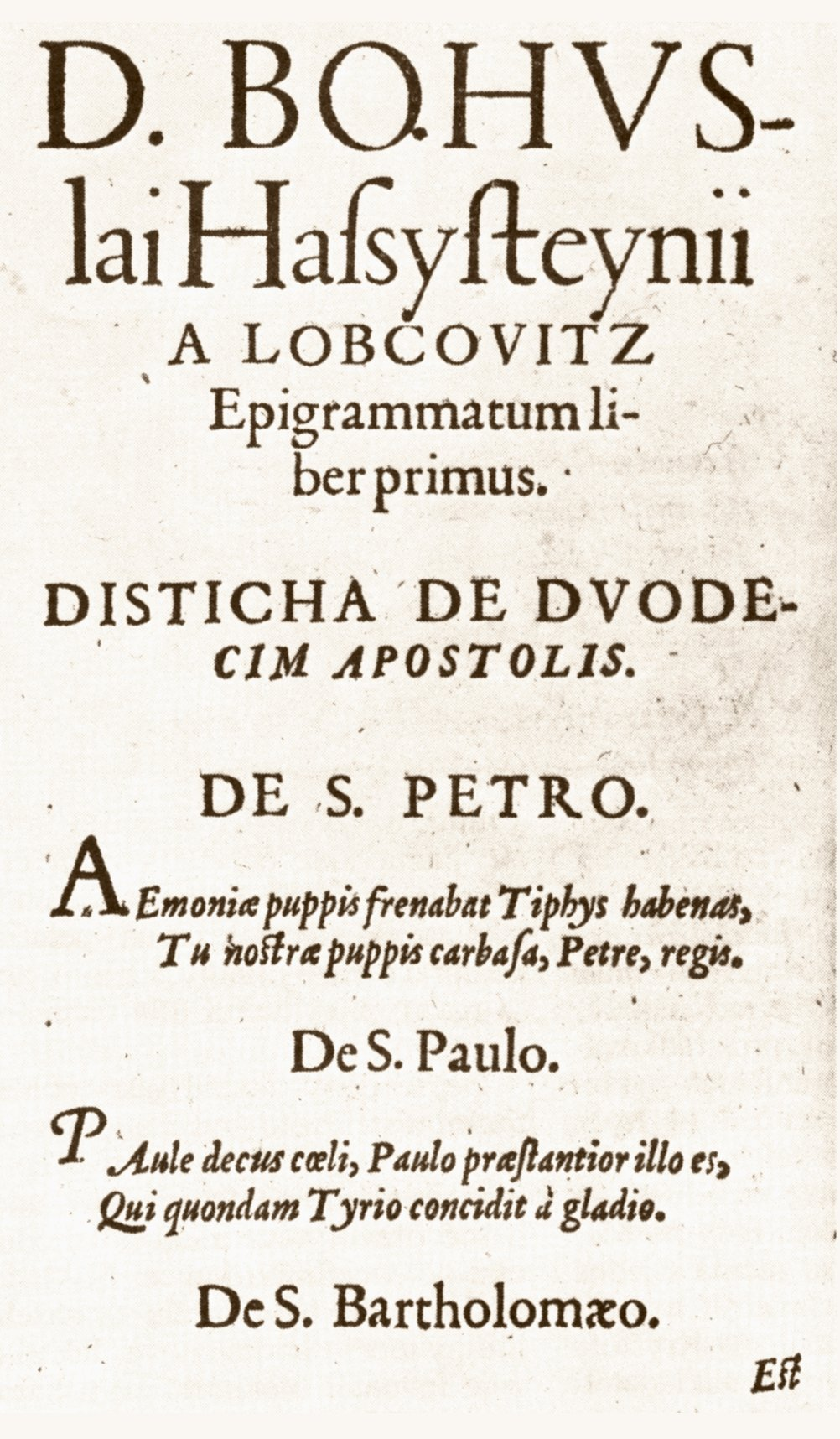
Titulní list sbírky latinských básní Bohuslava Hasištejnského z roku 1570

Jeho literární tvorba je rozsáhlá a mnohostranná. Dnes je známo, že napsal přes 500 básní, 200 listů a tři traktáty. Nedochoval se jeho spis o české historii. Tematicky vychází převážně z hlubokého všeobecného vzdělání, ze znalostí historie a literatury, z domácí i evropské politické a hospodářské situace. Psal výhradně latinsky, protože češtinu považoval za barbarský jazyk. Básně psané v hexametrech jsou inspirovány všemi sférami lidského života, vyjadřují Bohuslavův životní styl, náboženské a politické postoje a reagují na aktuální problémy.
Psal též drobné satirické skladby epigramatické a lyriku, zvláště duchovní. Bohatá byla i jeho korespondence s přáteli a kolegy, např. List Petru z Rožmberka zrcadlí autorovo konzervativní vlastenectví a politické přesvědčení. Nedokázal se zcela vymanit z myšlenkové sféry středověku a zůstal pozadu za svými humanistickými současníky.
Výběr z díla:
- Carmen heroicum ad Imperatorem et Christianos reges de bello contra Turcas inferendo (Báseň heroická císaři a křesťanským králům o válce proti Turkům) – vyzývá panovníky do boje proti Turkům
- De propriis Germanorum inventis – báseň velebící dva vynálezy Němců - knihtisk a střelný prach
- Ad sanctum Wenceslaum satyra – satira se obrací k sv. Václavu s kritikou všeobecného úpadku mravů současníků, zvláště šlechty, jmenovitě kritizuje konkrétní osoby; (též v překladu Žaloba k sv. Václavu na mravy Čechů)
- Ad quattuordecim auxiliatores – přímluvy ke Čtrnácti sv. pomocníkům, patronům františkánského kláštera v Kadani
- De situ Pragae et incolentium moribus – O položení Prahy a mravech jejích obyvatel
- List Petrovi z Rožmberka
- De miseria humana – O lidské ubohosti, traktát o negativních vlastnostech lidí (překlad D. Martínková)
- De avaritia – O lakomství, básně
- Vivimus et bibimus (= Žijme a pijme) – v básni Bohuslav svému příteli Janu Šlechtovi ze Všehrad líčí, jak v Uhrách „žije a rozpaluje se pitím vína“
- Elegie o nespavosti (překlad H. Businská)
- Carmina selecta (sbírka jeho básní, vydána roku 1996)

## Zajímavosti
- Bronzovou sochu Bohuslava Hasištejnského 1848 objednal český vlastenec a mecenáš umění Antonín Veith u bavorského sochaře Ludwiga Schwanthalera spolu s pomníky dalších 23 národních hrdinů pro svůj Slavín v Tupadlech u Liběchova; po jeho smrti se torzo Slavína (6 soch) dostalo do Národního muzea v Praze, na chodbě v 1. patře historické budovy stojí dodnes.
- Jméno Bohuslava Hasištejnského je od roku 1891 zařazeno mezi 72 štukovými jmenovkami slavných osobností českých dějin na průčelí budovy Národního muzea v Praze, viz Dvaasedmdesát jmen české historie.